# Comuna de Środa Śląska
Środa Śląska (polaco: Gmina Środa Śląska) é uma gminy (comuna) na Polónia, na voivodia de Baixa Silésia e no condado de Średzki (dolnośląski). A sede do condado é a cidade de Środa Śląska.
De acordo com os censos de 2004, a comuna tem 18 998 habitantes, com uma densidade 88,4 hab/km².

## Área
Estende-se por uma área de 214,93 km², incluindo:
- área agricola: 73%
- área florestal: 17%

## Demografia
Dados de 30 de Junho 2004:
|                      | Total   | Total | Mulheres | Mulheres | Homens  | Homens |
| -------------------- | ------- | ----- | -------- | -------- | ------- | ------ |
|                      | pessoas | %     | pessoas  | %        | pessoas | %      |
| População            | 18 998  | 100   | 9737     | 51,3     | 9261    | 48,7   |
| Densidade (pop./km²) | 88,4    | 100   | 45,3     | 45,3     | 43,1    | 43,1   |

De acordo com dados de 2002, o rendimento médio per capita ascendia a 1594,65 zł.

## Subdivisões
- Brodno, Bukówek, Cesarzowice, Chwalimierz, Ciechów, Gozdawa, Jastrzębce, Jugowiec, Juszczyn, Kobylniki, Komorniki, Kryniczno, Kulin, Lipnica, Michałów, Ogrodnica, Pęczków, Proszków, Przedmoście, Rakoszyce, Rzeczyca, Słup, Szczepanów, Święte, Wojczyce, Wrocisławice, Zakrzów.

## Comunas vizinhas
- Brzeg Dolny, Kostomłoty, Malczyce, Miękinia, Udanin, Wądroże Wielkie, Wołów